# NGC 3300
NGC 3300 (другие обозначения — UGC 5766, MCG 2-27-30, ZWG 65.66, PGC 31472) — линзообразная галактика (SB0) в созвездии Лев.
В галактике практически отсутствует звездообразование и наблюдается усиленная спектральная линия железа.  NGC 3300 возможно является примером не линзовидной, а пассивной спиральной галактики.
Этот объект входит в число перечисленных в оригинальной редакции «Нового общего каталога».
Галактика NGC 3300 входит в состав группы галактик NGC 3306. Помимо NGC 3300 в группу также входят NGC 3306, UGC 5695, UGC 5739, UGC 5758, UGC 5760 и UGC 5781.